# Burn the Flags
Burn the Flags är det första albumet av extreme metal-/death metal-bandet By Night.

## Låtlista
1. "Between the Lines" - 4:30
2. "Part of Perfection" - 3:07
3. "One and the Same" - 3:45
4. "Raise Your Voice" - 3:59
5. "Completed" - 5:35
6. "Behind in Silence" - 4:28
7. "Unseen Oppression" - 3:23
8. "At the End of the Day" - 3:26
9. "Dead or Confused" - 3:29

## Musiker
- Adrian Westin - Sång
- André Gonzales - Gitarr
- Simon Wien - Gitarr
- Henrik Persson - Bas
- Per Qvarnström - Trummor